# Cristiane Loureiro
Cristiane Loureiro (Porto Alegre, 1° de maio de 1977), é fisioterapeuta formada pela FURB (Universidade Regional de Blumenau) e vereadora do Município de Blumenau. Além disso, é filiada ao partido PODEMOS.

## Biografia
Cristiane Marta Loureiro nasceu em 1° de maio de 1977, na cidade de Porto Alegre, capital do estado do Rio Grande do Sul, mas reside em Blumenau desde 1987.
É graduada em Fisioterapia pela FURB (Universidade Regional de Blumenau) e pós-graduanda em Ciências Políticas pela Universidade Estácio. Atende há 15 anos na Clínica Centrofisio, no tratamento de labirintopatias. Ainda atuou no Conselho Regional de Fisioterapia e Terapia Ocupacional de SC, como Delegada Regional de Blumenau, e atualmente é Conselheira.
Em 2015, Cristiane lutou contra um Câncer Linfático, fato que a impediu de realizar campanha nas Eleições Municipais de Blumenau, em 2016, na qual foi candidata a vereadora.
No ano de 2022, assumiu a presidência do Rotary Club de Blumenau Flores do Ipê, o único Rotary da cidade de Blumenau composto somente por mulheres, do qual é membro desde 2017.

## Trajetória Pública
Quando foi candidata a vereadora na cidade de Blumenau pela primeira vez, em 2016, obteve 934 votos, ficando como suplente. Um ano depois, foi convidada a assumir a Presidência da Fundação Pró-família, que posteriormente foi transformada em Secretaria da Família, após uma reforma administrativa.
Enquanto estava à frente da Pró-Família se destacou dentre os seis municípios do Brasil com Modelo de Gestão de Boas Práticas Nacionais. Foi ainda Coordenadora Municipal do Estratégia Brasil Amigo da Pessoa Idosa do Governo Federal (2018-2020).
Em 2020 pediu afastamento do cargo, para concorrer novamente como vereadora. Foi eleita após obter 3.124 votos, sendo a mulher mais votada do pleito naquele ano e a mais votada do seu partido, PODEMOS.
Nas eleições municipais de 2024, mesmo enfrentando desafios durante a campanha eleitoral sem o apoio da gestão municipal, Cristiane conquistou 3.604 votos. Em meio a um período de reestruturação do PODEMOS em Blumenau, Cristiane Loureiro decidiu permanecer na sigla, mesmo diante da saída de outros parlamentares e suplentes, tornando-se a principal representante da legenda na cidade. Sua escolha ocorreu em um contexto de mudanças na liderança do partido em Santa Catarina, com a deputada estadual Paulinha assumindo a presidência estadual e Fábio Fiedler a presidência municipal. 
Cristiane também é Presidente do Podemos Mulher de Santa Catarina desde 2021 e ainda ocupa o cargo de Procuradora da Mulher da Câmara de Vereadores.

### Desempenho em Eleições
| Ano  | Eleição               | Partido | Candidata a | Votos | Resultado  |
| ---- | --------------------- | ------- | ----------- | ----- | ---------- |
| 2016 | Municipal de Blumenau | PSB     | Vereadora   | 934   | Não Eleita |
| 2020 | Municipal de Blumenau | PODEMOS | Vereadora   | 3124  | Eleita     |
| 2024 | Municipal de Blumenau | PODEMOS | Vereadora   | 3604  | Eleita     |

## Vereadora de Blumenau
Em seus mandatos como Vereadora, Cristiane foi Segunda Secretária da Mesa Diretora da Câmara Municipal de Blumenau nos anos de 2023 e 2024. No ano de 2025, assumiu a posição de Primeira Secretária da Mesa Diretora.
Suas principais bandeiras de mandato são a causa animal, a defesa das pessoas idosas e as famílias blumenauenses.

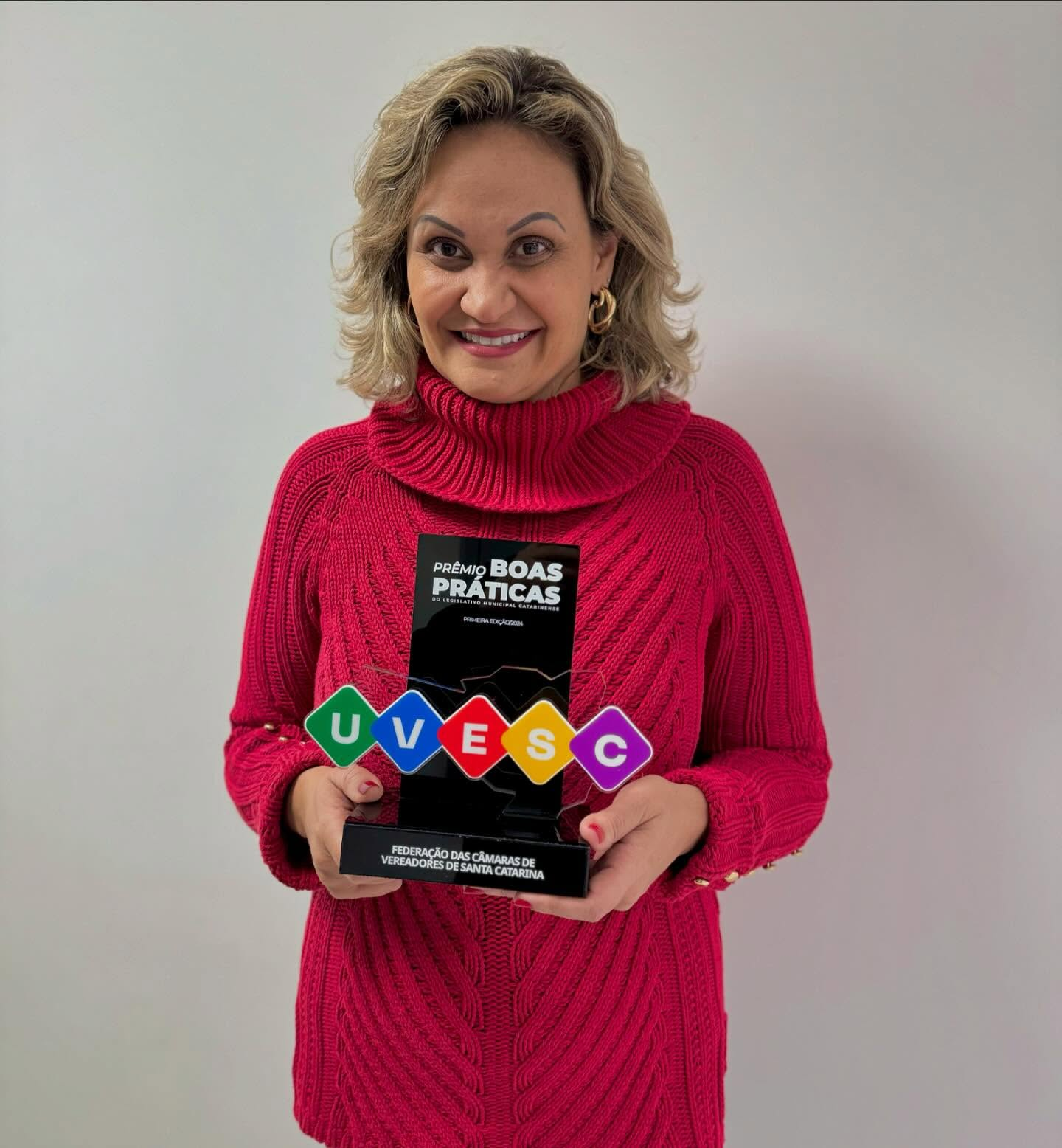
Vereadora Cristiane Loureiro posa com o troféu recebido pelo Programa Mães de Anjos no Prêmio Boas Práticas do Legislativo Municipal Catarinense, promovido pela Federação das Câmaras de Vereadores de Santa Catarina (Uvesc).

Cristiane é autora das leis 9318/2023 e 9349/2023 que dispõem sobre a reserva de vagas às pessoas com fibromialgia nos estacionamentos públicos e privados no município de Blumenau. É responsável pela criação da lei 9179/2022 que institui o “Programa Acolher Mães de Anjos” no município de Blumenau, uma iniciativa que busca prestar suporte e acolhimento às mães e familiares que sofreram perdas gestacionais e neonatais. Em 2024, o Programa “Mães de Anjos” foi um dos vencedores do Prêmio Boas Práticas do Legislativo Municipal Catarinense, promovido pela União de Vereadores de Santa Catarina (Uvesc). O programa conquistou o terceiro lugar na premiação, que reconheceu projetos de destaque no estado, avaliando critérios como resolutividade, inovação e impacto social. Também é autora da lei que instituiu a Semana Municipal do Empreendedorismo Feminino no calendário de eventos de Blumenau (nº 9104/21).
Além disso, é autora da Lei Municipal de Atenção à Gagueira e à Pessoa que Gagueja no âmbito de Blumenau (nº 9.245/22), e foi responsável por conceder a Declaração de Utilidade Pública para a Associação Viva Parkinson. Propôs o projeto de lei para a implantação de Práticas Integrativas e Complementares (PICs) no município de Blumenau. No ano de 2022, buscou junto a deputados a verba de R$ 1,4 milhão para o Hospital Santo Antônio. Foram recursos provenientes de parcerias e que foram fundamentais para a execução de diversos serviços na unidade. Também é de sua autoria o Projeto de Lei 9192/2022 que registra como Patrimônio Cultural Imaterial do município o “Bordado Casa Meyer”.
Causa Animal

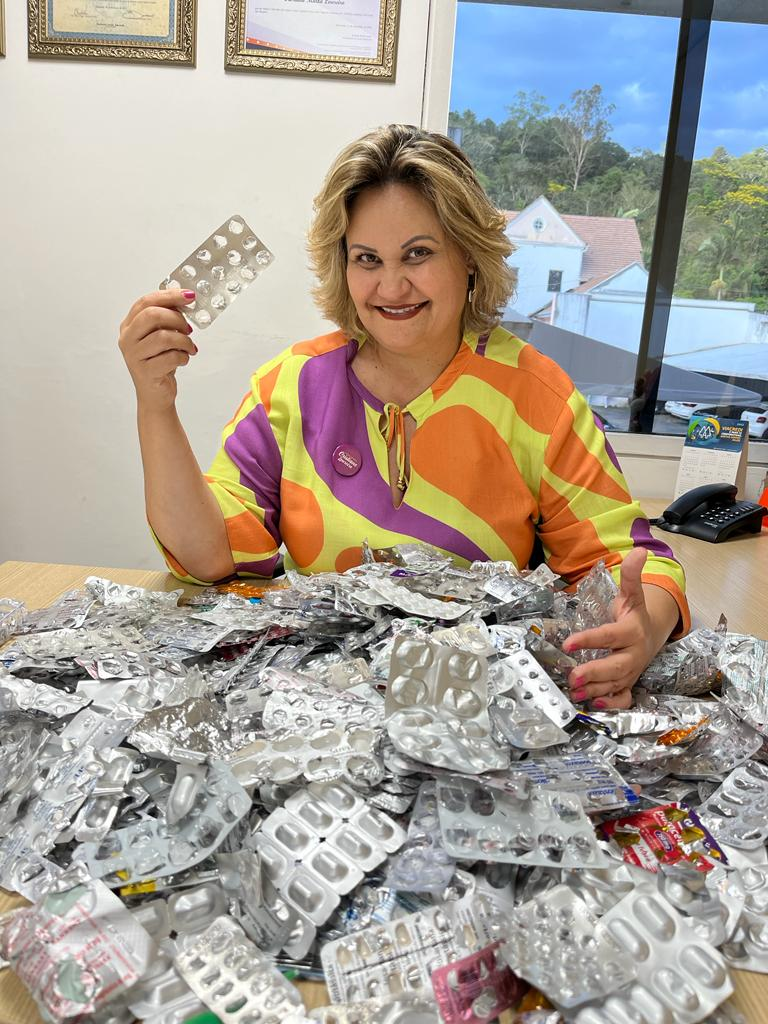
Vereadora Cristiane Loureiro com cartelas arrecadadas durante campanha em prol da causa animal

No âmbito da causa animal, possui a lei 2199/2023, que torna obrigatória a identificação de cães e gatos através da microchipagem e a torna gratuita para tutores e protetores com renda familiar de até três salários mínimos. Cristiane ainda tentou viabilizar a implantação de um hospital público veterinário em Blumenau. Inclusive, trouxe o diretor veterinário Wilson Grasse, de São Paulo, responsável por onze unidades pelo Brasil. Também foi responsável por desenvolver uma campanha de arrecadação de cartelas de medicamentos vazias em prol de animais vítimas de abandono. Com esses materiais, que não podem ser descartados no lixo comum, as protetoras independentes trocam por ração e vacinas. Além disso, é possível confeccionar diversos itens como comedouros e casinhas a partir da reciclagem dos blisters. Também é de autoria de Cristiane, a lei que altera o Código de Proteção e Bem-Estar Animal para proibir expressamente a utilização de coleira de choque e enforcador pontiagudo em animais. Uma medida que busca evitar sofrimento e maus-tratos. Além disso, apresentou uma indicação ao Executivo para a promoção de capacitações sobre gestão em abrigos de animais, com o objetivo de esclarecer os direitos e deveres tanto das protetoras independentes quanto do poder público. Também encaminhou um requerimento solicitando um estudo de viabilidade para que essas protetoras possam receber recursos da Prefeitura. Em 2024, teve participação na aprovação do Banco Blumenauense de Ração e Utensílios Pet, iniciativa que fortalece o apoio à causa animal e posiciona a cidade como referência na área. Ainda nessa pauta, sugeriu a realização de uma campanha ampla de vacinação para animais acolhidos por protetores e solicitou a retomada da última edição do mutirão de castração e microchipagem do ano, que havia sido cancelado.

#### Defesa das pessoas idosas
Voltado aos idosos, possui a lei 9172/2022 que institui o "outubro branco", como mês de prevenção à violência contra a pessoa idosa. Além disso, buscou implementar um condomínio habitacional voltado às pessoas idosas. Para isso, visitou o Programa Cidade Madura, na Paraíba, que é considerado pioneiro neste sentido. Também foi responsável por fiscalizar e denunciar a má qualidade das Fraldas Geriátricas entregues pelo município à população de Blumenau. Após a iniciativa, a empresa foi desclassificada, assumindo a segunda colocada, garantindo a distribuição das novas fraldas, com mais qualidade, contemplando a necessidade de pessoas idosas e pessoas com deficiência. Intermediou a construção de novos banheiros e vestiários para o Programa Pró-Idoso da Pró-Família e atuou em defesa dos direitos dos idosos nas áreas de assistência social e saúde. Em 2024, acompanhou a conclusão do Diagnóstico da Pessoa Idosa, iniciativa voltada para a análise das condições e necessidades dessa população no município. 
Defesa dos direitos das mulheres

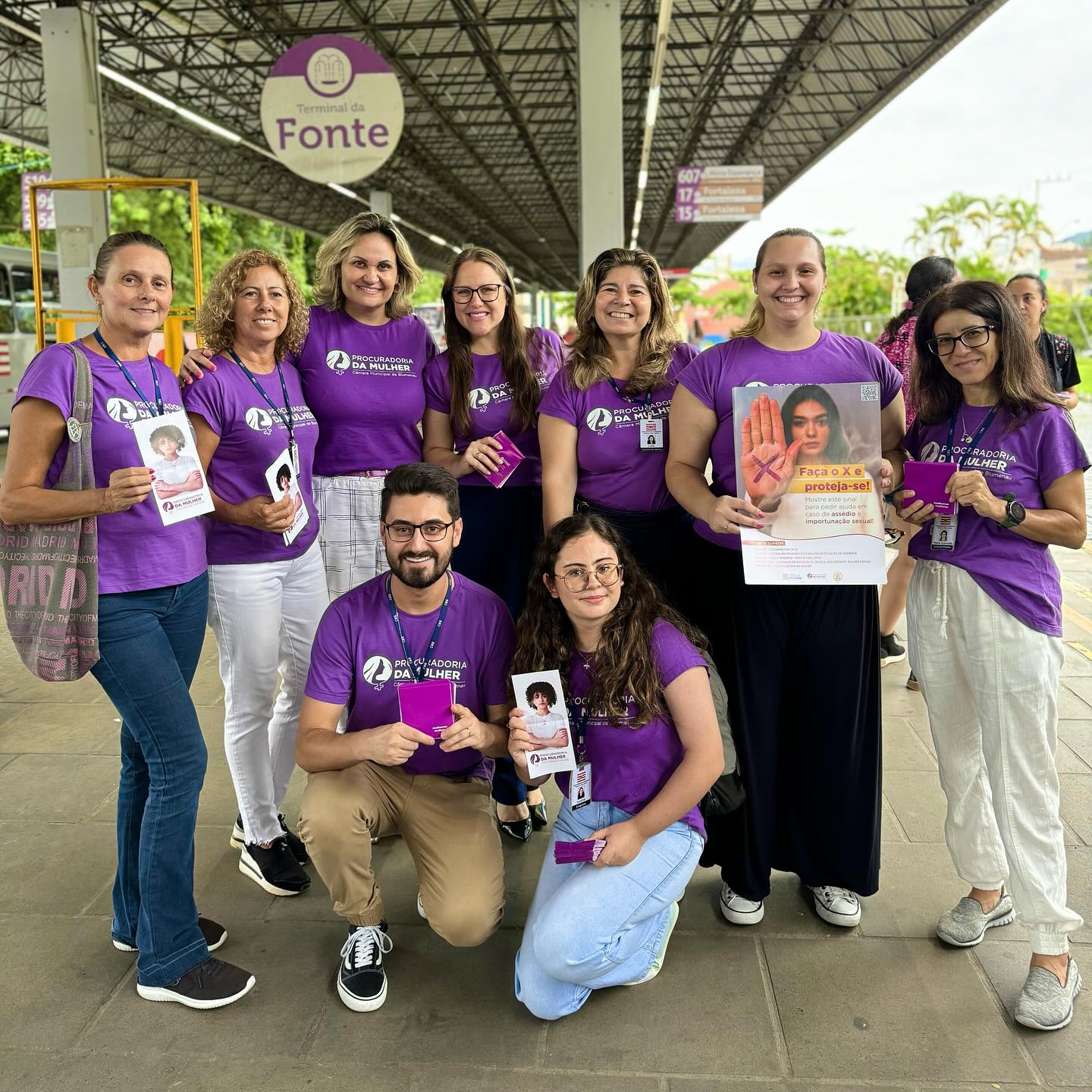
Vereadora Cristiane Loureiro e equipe trabalhando na divulgação dos serviços prestados pela Procuradoria da Mulher nos terminais de ônibus de Blumenau

Em 2021, iniciou campanhas de conscientização contra a violência doméstica e de apoio às mulheres em situação de vulnerabilidade, além de criar a Semana do Empreendedorismo Feminino, que vem crescendo anualmente em participação e engajamento. Também foi responsável pela implantação do Programa Mães de Anjos, vencedor do Prêmio Boas Práticas do Legislativo Catarinense da UVESC, pela instituição da Semana Municipal de Sensibilização à Perda Gestacional, Neonatal e Infantil e do Dia Municipal de Proteção ao Aleitamento Materno. Criou a Comenda do Mérito Feminino Celina Guimarães Vianna para homenagear mulheres de destaque em Blumenau. 
Em 2023, assumiu o cargo de Procuradora da Mulher na Câmara Municipal, intensificando ações de acolhimento e conscientização sobre os direitos femininos. Promoveu campanhas contra o assédio no transporte público, como a “Faça o X”, e foi autora da Lei do Selo Empresa Amiga da Mulher e da Semana Municipal de Sensibilização dos Direitos da Mulher – “Não Se Calem”. Durante seu mandato, organizou palestras, eventos e panfletagens voltadas à garantia dos direitos das mulheres e solicitou ao Governo do Estado a ampliação do atendimento da Delegacia de Polícia de Proteção à Mulher, à Criança e ao Adolescente (DPCAMI) para funcionamento 24 horas.